# Le Monde de Nathan
Pour plus de détails, voir Fiche technique et Distribution.
Le Monde de Nathan (X+Y) est un film britannique réalisé par Morgan Matthews, sorti au cinéma en 2014. 
Cette comédie dramatique, qui a pour principaux interprètes Asa Butterfield, Rafe Spall et Sally Hawkins, est inspirée du documentaire Beautiful Young Minds du même réalisateur ; elle est centrée sur un adolescent anglais, prodige des mathématiques nommé Nathan qui rencontre des difficultés à comprendre les gens mais qui trouve le réconfort dans les nombres. Le personnage de Nathan est lui-même inspiré de Daniel Lightwing (en).
L'avant première du film a eu lieu au Festival international du film de Toronto le 5 septembre 2014. La première européenne, s'est faite au Festival du film de Londres le 13 octobre 2014, et le film est sorti au Royaume-Uni le 13 mars 2015.
Fondé sur 33 avis, le site de critique Rotten Tomatoes annonce une note « 100 % Fresh ».

## Synopsis
Nathan est un garçon autiste. À l'âge de neuf ans, il perd son père avec qui il avait réussi à développer une complicité. Parce qu'il est un prodige en mathématiques, il suit des cours particuliers chez un professeur, Martin Humphreys, puis lors de ses 14 ans, il est sélectionné pour représenter la Grande-Bretagne aux Olympiades internationales de mathématiques. Avec l'équipe britannique, il va à Taipei pour s'entraîner deux semaines avec des compétiteurs chinois, en dehors de son monde connu. Il se lie d'amitié avec Zhang-Mei, une jeune Chinoise sélectionnée elle aussi, et découvre avec elle un monde nouveau. De retour à Cambridge, le grand concours se déroule, pour lui une grande histoire d'angoisses, de curiosité, d'amour et de mémoire qui va le transformer.

## Distribution
- Asa Butterfield (VF : Adrien Solis) : Nathan Ellis
- Rafe Spall (VF : Frédéric Popovic) : Humphreys
- Sally Hawkins (VF : Nathalie Bienaimé) : Julie
- Eddie Marsan (VF : Gérard Rouzier) : Richard
- Jo Yang (VFB : Claire Tefnin) : Zhang Mei
- Martin McCann (VFB : David Manet) : Michael
- Alex Lawther (VFB : Pierre Le Bec) : Isaac Cooper
- Tasha Connor (VFB : Julie Basecqz) : Jessie
- Alexa Davies (VFB : Aaricia Dubois) : Rebecca Dunn
- Jake Davies (VFB : Gauthier de Fauconval) :  Luke Shelton
- Edward Baker-Close : Nathan à 9 ans

Source et légende : Version française (VF) sur AlloDoublage